# Video theo yêu cầu
Video theo yêu cầu (VOD) hay âm thanh và video theo yêu cầu (AVOD) là hệ thống cho phép người dùng lựa chọn và xem / nghe nội dung video hoặc âm thanh khi họ chọn, thay vì phải xem vào một thời gian phát sóng cụ thể. Công nghệ IPTV thường được sử dụng để mang lại các video theo yêu cầu cho TV và máy tính cá nhân.
Hệ thống truyền hình VOD có thể chuyển tải một trong hai nội dung thông qua một hộp set-top, máy tính hay các thiết bị, cho phép xem trong thời gian thực, hoặc tải về một thiết bị như máy tính, máy ghi video kỹ thuật số (còn được gọi là máy ghi video cá nhân) hoặc thiết bị cầm tay media player để xem bất cứ lúc nào. Đa số các nhà cung cấp truyền hình cable và các công ty viễn thông cung cấp cả hai dựa trên VOD streaming, bao gồm pay-per-view và nội dung miễn phí, nhờ đó mà người dùng có thể mua hoặc chọn một chương trình phim truyền hình và nó bắt đầu được thiết lập để phát trên truyền hình gần như ngay lập tức, hoặc tải đến một DVR thuê từ nhà cung cấp, hoặc tải vào một máy tính, để xem trong tương lai. Truyền hình Internet, sử dụng Internet, là một hình thức ngày càng phổ biến của truyền hình video theo yêu cầu.
Một số hãng hàng không cung cấp AVOD trên máy bay như mang tới một giải pháp giải trí cho hành khách thông qua màn hình video cá nhân được kiểm soát và được nhúng trong lưng ghế hoặc phần tỳ tay hoặc được cung cấp thông qua các phương tiện khác. Các hệ thống hàng không cung cấp AVOD đến cho hành khách lựa chọn nội dung âm thanh được lưu trữ hay những video cụ thể và phát nó theo yêu cầu bao gồm cả tạm dừng, tua tới, và tua lại.
Các hình thức khác của video theo yêu cầu bao gồm "video thuê bao theo yêu cầu" (SVOD), trong đó bao gồm các dịch vụ như Netflix. Dịch vụ này yêu cầu người dùng phải trả một khoản phí hàng tháng để truy cập vào một gói nội dung. Một tập hợp các video theo yêu cầu là "video quảng cáo theo yêu cầu" (một loại AVOD), trong đó bao gồm các dịch vụ như Hulu hay của Sony Crackle. AVOD này thường là miễn phí cho người dùng, và các nền tảng này dựa vào việc bán quảng cáo là một nguồn thu nhập chính.

## Phát triển ban đầu
Phát triển VOD yêu cầu rất nhiều đàm phán để mở rộng và xác định một mô hình tài chính để có lãi cho các bên cung cấp dịch vụ, bên sáng tạo nội dung và các nhà cung cấp cáp trong khi cung cấp nội dung mong muốn cho người xem. Những yếu tố chính xác để xác định khả năng kinh tế của mô hình VOD bao gồm giá mua phim VOD, tỷ lệ ăn chia doanh thu giữa công ty điều hành cáp và công ty cung cấp nội dung.
Nhà cung cấp cáp cung cấp VOD như một phần trong gói thuê bao kỹ thuật số. Trước năm 2005 nhà cung cấp chủ yếu là cho phép các thuê bao cáp chỉ truy cập vào một phiên bản theo yêu cầu của nội dung đó đã được cung cấp trước theo tuyến tính. Bao gồm trong các gói trên là các nội dung "mở rộng" và "các cảnh quay bị cắt" hơn là tập trung trọn bộ các chương trình truyền hình.

## Chức năng
Tải về và streaming video theo yêu cầu trên hệ thống cung cấp cho người dùng một tập hợp lớn các chức năng của một chương trình VCR bao gồm cả tạm dừng, tua tới, tua nhanh, chậm về phía trước, quay lại chậm, nhảy đến trước / sau khung v.v... Các chức năng này được gọi là "trick modes". Đối với các hệ thống dựa trên dòng đĩa trong đó lưu trữ các chương trình trực tiếp từ ổ đĩa cứng, các phương thức trick này đòi hỏi phải xử lý bổ sung và lưu trữ trên các phần của máy chủ, vì các tập tin riêng biệt cho chuyển tiếp nhanh chóng và tua lại phải được lưu trữ. Hệ thống VOD streaming dựa trên bộ nhớ có lợi thế là có thể thực hiện các chế độ trick trực tiếp từ RAM, mà không yêu cầu lưu trữ hoặc chu kỳ bổ sung trên một phần của bộ xử lý CPU.
Có thể đặt các máy chủ video trên các mạng LAN, trong trường hợp này các máy chủ có thể cung cấp các phản ứng rất nhanh chóng cho người dùng. Các máy chủ streaming video cũng có thể phục vụ một cộng đồng rộng lớn hơn thông qua một mạng WAN, trong trường hợp này tốc độ các phản ứng có thể không được nhanh. Dịch vụ download VOD là thiết thực cho những gia đình có trang bị modem cáp hoặc kết nối DSL. Máy chủ cho dịch vụ truyền hình cáp và viễn thông truyền thống VOD thường được đặt ở các đầu cáp để phục vụ một thị trường cụ thể cũng như các trung tâm cáp tại các thị trường lớn hơn. Trong công ty viễn thông trên thế giới, chúng được đặt trong các trung tâm hoặc văn phòng, hoặc tại một địa điểm mới được tạo ra có tên gọi là Video Head-End Office (VHO).

## Lịch sử
Từ tháng 9 năm 1994, một dịch vụ VOD hình thành một phần quan trọng của Cambridge Digital Interactive Television Trial ở Anh. Video này được cung cấp dữ liệu tới 250 hộ gia đình và một số trường học được kết nối với mạng cáp Cambridge (sau này là một phần của NTL, bây giờ là Virgin Media). Các video mã hóa theo chuẩn MPEG-1 được xem trực tuyến qua mạng ATM từ một máy chủ phương tiện truyền thông ICL tới các settop box do Acorn Online Media thiết kế. Cuộc thử nghiệm bắt đầu với tốc độ 2 Mbit/s đến mỗi hộ gia đình, sau đó tăng lên đến 25 Mbit/s. Nội dung được các công ty BBC và Anglia Television cung cấp. Mặc dù dự án thành công về mặt kỹ thuật, sự khó khăn trong việc tìm nguồn cung ứng nội dung là một vấn đề lớn, và dự án phải đóng cửa vào năm 1996.
Năm 1998, Kingston Communications đã trở thành công ty đầu tiên của Anh bắt đầu một dịch vụ VOD thương mại đầy đủ và đầu tiên tích hợp truyền hình phát sóng và truy cập Internet thông qua một hộp set-top đơn và phân phối tới IP thông qua ADSL. Vào năm 2001, Kingston Interactive TV đã thu hút được 15.000 thuê bao. Sau một số thử nghiệm, HomeChoice được thành lập tiếp theo vào năm 1999, nhưng bị hạn chế trong phạm vi Luân Đôn. Sau khi thu hút 40.000 khách hàng, HomeChoice đã được Tiscali mua lại trong 2006, công ty này, đến lượt nó, cũng được Talk Talk mua lại năm 2009. Các nhà cung cấp truyền hình cáp Telewest và NTL (nay là Virgin Media) ra mắt dịch vụ VOD của họ ở Vương quốc Anh vào năm 2005, cạnh tranh với các dịch vụ truyền thống hàng đầu về truyền hình trả tiền phân phối BSkyB. BSkyB phản ứng bằng cách tung ra dịch vụ Sky by Broadband, sau này đổi tên là Sky Anytime on PC. Các dịch vụ này được đưa ra vào ngày 02 tháng 1 năm 2006. Sky Anytime on PC sử dụng một cách tiếp cận hợp pháp peer-to-peer, dựa trên công nghệ Kontiki, để cung cấp việc download từ nhiều điểm của video nội dung với tốc độ rất cao. Thay vì các nội dung video được tải về từ máy chủ của Sky, các nội dung được tải về từ những người dùng của hệ thống đã xem nội dung trên. Đài phát thanh truyền hình Anh đã thực hiện các phiên bản riêng của họ về các công nghệ tương tự, chẳng hạn như BBC iPlayer, ra mắt vào 25 tháng 12 năm 2007, và 4oD của Channel 4 (4 On Demand) ra mắt vào cuối năm 2006. Một ví dụ khác của các nhà cung cấp video trực tuyến bằng cách sử dụng giao thức công nghệ peer-to-peer được dựa trên công nghệ Giraffic đã được đưa ra vào đầu năm 2011, với các nhà cung cấp Video-on-Demand trực tuyến lớn như phim truyền hình Mỹ dựa trên Veoh và Vương quốc Anh dựa trên dịch vụ cho thuê OnlineMoviesBox của công ty Craze. BBC, ITV và Channel 4 đã lên kế hoạch ra mắt một nền tảng chung tạm gọi là Kangaroo vào năm 2008. Kế hoạch này đã bị bỏ rơi trong năm 2009 sau khiếu nại điều tra của Competition Commission. Cùng năm đó, các tài sản của dự án Kangaroo không còn tồn tại và đã được Arqiva mua lại. Công ty này đã sử dụng các công nghệ trong dự án Kangaroo để khởi động các dịch vụ Seesaw trong tháng 2 năm 2010. Tuy nhiên một năm sau đó dự án Seesaw đã bị đóng cửa vì thiếu nguồn tài trợ.
Dịch vụ VOD hiện tại đang có trong tất cả các vùng của Hoa Kỳ, đây là tỷ lệ cao nhất trên toàn cầu của VOD. Năm 2010, 80% người dùng Internet tại Mỹ đã xem video trực tuyến, và 42% người dùng điện thoại di động tải về các ứng dụng ưa thích để xem thay vì xem video qua trình duyệt. Hệ thống VOD streaming có sẵn trên máy tính để bàn và trên các nền tảng di động từ nhà cung cấp cáp (song song với công nghệ modem cáp), cho phép người dùng sử dụng băng thông trên các hệ thống cáp để cung cấp phim ảnh và truyền hình. Một khi video đã được download về, họ có thể tạm dừng, tua đi, tua lại và tua tốc độ cao, nhờ phim VOD có độ trễ thấp và cho phép truy cập ngẫu nhiên do bản chất của công nghệ số. Việc truyền tải thông tin lớn qua một đường truyền đơn làm cho VOD streaming là không thực tế đối với hầu hết các hệ thống truyền hình vệ tinh. Cả EchoStar / Dish Network và DirecTV đều cung cấp dich vụ video theo nhu cầu được lập trình cho thuê bao sở hữu PVR của dịch vụ truyền hình vệ tinh của họ. Sau khi chương trình đã được tải lên PVR của người dùng, họ có thể xem, chơi, tạm dừng, và tua nhanh một cách dễ dàng. VOD cũng khá phổ biến trong các khách sạn đắt tiền. Hệ thống VOD lưu trữ và cung cấp một giao diện cho người dùng và cho phép các nội dung tải về trực tiếp từ Internet một cách phổ biến.
Theo European Audiovisual Observatory (Đài quan sát nghe nhìn châu Âu), 142 dịch vụ VOD trả tiền đã hoạt động ở châu Âu vào cuối năm 2006. Con số tăng lên 650 vào năm 2009.
Vào tháng 1 năm 2010, tại Consumer Electronic Show ở Las Vegas, Giám đốc điều hành của Sezmi, Buno Pati và chủ tịch Phil Wiser đã cho ra đời một hộp set-top với một ổ đĩa cứng 1TB có thể được sử dụng cho các dịch vụ video theo yêu cầu trước đây được cung cấp thông qua truyền hình cáp hoặc băng thông rộng. Ví dụ một bộ phim có thể được gửi đi khi sử dụng một tín hiệu phát sóng, hơn nhiều lần so với cáp hoặc đường dây cáp quang, và điều này sẽ không liên quan đến các chi phí của việc thêm nhiều đường dây. Sezmi lên kế hoạch để thuê phổ tần phát sóng để cung cấp một dịch vụ thuê bao mà Hiệp hội quốc gia của chủ tịch đài truyền hình Gordon H. Smith cho biết sẽ cung cấp một hình ảnh vượt trội với cáp hoặc vệ tinh, với một chi phí thấp hơn.

## Vai trò của vi phạm bản quyền và peer-to-peer
Mặc dù video theo yêu cầu thường đề cập đến cơ chế phân phối hoạt động theo quy định của pháp luật, động lực cho sự phát triển của các dịch vụ video theo yêu cầu có thể được truy trở lại peer-to-peer kết nối mạng và sự phát triển của phần mềm chia sẻ file. Những đổi mới đã chứng minh rằng nó là kỹ thuật có thể cung cấp cho người tiêu dùng có khả năng xem những bộ phim từng được thực hiện, trong một cách mà không tạo ra gánh nặng cho các nhà cung cấp ban đầu và không cần chi phí để kết hợp với phương tiện truyền thông tập trung.
Nhiều dịch vụ pháp lý như Spotify sử dụng peer to peer để phân bố quy mô tốt hơn các nền tảng của họ với những công ty khác như Netflix xem xét việc làm như vậy để đối phó với các vấn đề quân bình Internet từ nhà cung cấp tầng dưới.
Torrent là một lựa chọn phổ biến để thay thế cho việc chia sẻ dữ liệu hợp pháp với tỷ lệ 6% lưu lượng truy cập internet toàn cầu dùng để chia sẻ file.

## Thuê bao video theo yêu cầu
Subscription video on demand (SVOD) Thuê bao video theo yêu cầu là một dịch vụ được cung cấp bởi hệ thống thanh toán, trong đó chi phí thuê bao của họ một khoản phí hàng tháng cho việc truy cập các chương trình không giới hạn.

## Gần/xấp xỉ video theo yêu cầu
Near video on demand (NVOD) - Gần/xấp xỉ video theo yêu cầu là một kỹ thuật Video pay-per-view dành cho người dùng sử dụng thông qua sự cung cấp của các đài truyền hình đa kênh bằng cách sử dụng cơ chế phân bố băng thông cao như truyền hình vệ tinh và truyền hình cáp. Nhiều bản sao của một chương trình được phát sóng vào khoảng thời gian ngắn (thường là 10-20 phút) để tiện lợi cho người xem, cho phép họ có thể xem các chương trình mà không cần phải điều chỉnh trong thời gian ở tại một điểm định trước. Hình thức này rất tốn băng thông và thường chỉ được cung cấp bởi các nhà khai thác lớn với công suất dư thừa. Hình thức này càng ngày càng ít được phổ biến khi video theo yêu cầu được phát triển đại trà; chỉ các dịch vụ truyền hình vệ tinh Dish Network và DirecTV tiếp tục cung cấp những trải nghiệm một cách nghiêm túc NVOD cung cấp những trải nghiệm cần thiết cho nhiều khách hàng của họ không có quyền truy cập vào sản phẩm dịch vụ VOD băng thông rộng của cùng công ty. Trước sự gia tăng của video theo yêu cầu, pay-per-view nhà cung cấp In Demand tạo thuận lợi cho nhu cầu này bằng cách cung cấp tối đa 40 kênh vào năm 2002, với nhiều bộ phim chiếm đến bốn kênh trong lịch chiếu để cung cấp cho người dùng các trải nghiệm NVOD. Tính đến năm 2014, chỉ có bốn kênh (2 ở độ nét cao, 2 ở độ nét tiêu chuẩn) được cung cấp để phát sóng các sự kiện trực tiếp, cùng với các giải đấu ít được truyền trên các kênh thể thao (thay đổi theo từng nhà cung cấp) hiện có của các dịch vụ.

## Tải trước video theo yêu cầu (push)
Tải trước video theo yêu cầu là một kỹ thuật được sử dụng bởi một số đài truyền hình trên các hệ thống hiếu sự kết nối để cung cấp video đúng theo yêu cầu hoặc do các đài truyền hình muốn tối ưu hóa cơ sở hạ tầng truyền tải video của mình bằng cách tải trước nội dung phổ biến nhất cho các thiết bị tiêu dùng. Một hệ thống thúc đẩy VOD sử dụng một máy ghi video cá nhân (PVR) để lưu trữ một lựa chọn các nội dung, thường được lấy về ban đêm hoặc cả ngày ở băng thông thấp. Người dùng có thể xem các nội dung tải về tại thời điểm mà họ mong muốn, ngay lập tức và không có thời gian trễ. Theo thời gian nội dung chiếm nhiều không gian trên ổ đĩa cứng PVR, nội dung tải về thường bị xoá sau một tuần để nhường chỗ cho các chương trình mới. Các không gian hạn chế trên một ổ đĩa cứng PVR có nghĩa là việc lựa chọn các chương trình này thường được giới hạn trong các nội dung phổ biến nhất. Một thế hệ mới của giải pháp VOD gần đây xuất hiện trên thị trường bằng cách sử dụng các cơ chế sửa lỗi hiệu quả, có thể giải phóng lượng đáng kể băng thông và có thể cung cấp các dịch vụ khác không phải video như tạp chí, ứng dụng tương tác.

## Danh mục bổ sung của video theo yêu cầu
Video tương tác theo yêu cầu (IVOD) là phiên bản tiêu chuẩn của video theo yêu cầu, nơi mọi người có những đặc điểm sau:
1. Play / Resume - Bắt đầu một chương trình / phim từ đầu hoặc tiếp tục sau khi tạm dừng chương trình.
2. Stop - Temporarily tạm thời hoặc vĩnh viễn ngừng trình bày trong chương trình.
3. Pause - Freeze đóng băng hình.
4. Jump forward - Jump Nhảy về phía trước - Chuyển đến một thời điểm cụ thể trong bài trình bày (movie) theo một hướng về phía trước.
5. Jump backward Nhảy lùi - Chuyển đến một thời điểm cụ thể trong bài trình bày (movie) theo một hướng ngược.
6. Fast Forward (FF) - Duyệt qua các bộ phim theo hướng về phía trước với hình ảnh và âm thanh trên.
7. Slow Down - Đi về phía trước với một tốc độ thấp hơn bình thường nhưng với hình ảnh và âm thanh.
8. Reverse Đảo ngược - Chơi bộ phim theo hướng đảo ngược với hình ảnh và âm thanh.
9. Fast Reverse Đảo ngược nhanh - Duyệt các bài thuyết trình theo hướng ngược với hình ảnh và âm thanh với tốc độ nhanh hơn so với tiêu chuẩn ngược lại.
10. Slow Reverse Đảo ngược chậm: Tới ngược ở một tốc độ chậm hơn, với hình ảnh và âm thanh.
11. Các tính năng tương tác khác bao gồm khả năng để tránh hoặc chọn quảng cáo, để điều tra thêm chi tiết về các sự kiện tin tức và để trình duyệt, chọn và mua hàng.

- Exclusive video on demand (EVOD) Video độc quyền theo yêu cầu là khi một nhà cung cấp nội dung VOD dựa vào TV đặc biệt là cung cấp một chức năng, dịch vụ hoặc chương trình mà không có nhà cung cấp nội dung khác có, nó có thể được gọi là video độc quyền theo yêu cầu.
- Impulse video on demand (IVOD) Video chủ động theo yêu cầu hiện nay thường được gọi là "video theo yêu cầu", nhưng trong quá khứ, thuật ngữ này thường được gọi là khả năng đặt hàng phim truyền hình dựa trên chương trình theo yêu cầu, mà không cần phải điện thoại đến nhà điều hành mạng.
- Quasi video on demand (QVOD) Video gần như theo yêu cầu là giống như gần video theo yêu cầu, ngoại trừ các chương trình chỉ sẽ được trình bày nếu một số lượng tối thiểu của các thuê bao đăng ký cho nó.
- Transactional video on demand (TVOD) Video giao dịch theo yêu cầu là đối lập của các thuê bao video theo yêu cầu (SVOD). Với giao dịch VOD khách hàng trả tiền cho mỗi video cá nhân về chương trình theo yêu cầu. Tuyến an toàn TVoD xác thực đến máy chủ video để xác minh thanh toán và ủy quyền dựa trên địa chỉ IP. Với đối lập của nó, SVOD, điển hình là các thuê bao trả một số tiền, (thường hàng tháng) cho một số tiền của video theo yêu cầu. Bây giờ hầu hết tham khảo đến giao dịch VOD chỉ đơn giản là "VOD".
- Free video on demand (FVOD) Video miễn phí theo yêu cầu là video về chương trình theo yêu cầu rằng một nhà điều hành mạng làm cho có sẵn như là một phần của một gói nội dung. FVOD có thể làm cho các thuê bao có thể truy cập không giới hạn để xem phim / chương trình được cung cấp trong một khoảng thời gian cụ thể. Ngược lại là video thuê bao theo yêu cầu (SVOD), nơi một thuê bao trả một khoản phí tiêu chuẩn cho chương trình mà có thể không có, hoặc hạn chế quảng cáo. *OnDemand là một công ty trụ sở tại Anh thuộc sở hữu của Tập đoàn On Demand trong đó cung cấp FVOD qua Inview Technology; sản phẩm của họ Inview Inside là Royalty Free.

## Catch up TV
Catch up TV (hoặc Replay TV) là VOD, trong đó chương trình truyền hình có sẵn trong thời gian ngày sau khi phát sóng truyền hình gốc. Dịch vụ được cung cấp bởi các đại lý phát thanh truyền hình đương nhiệm sử dụng thuật ngữ này khi cung cấp điển hình thời gian hạn chế về lựa chọn VOD về lịch trình phù hợp với truyền chính của họ.

## Sách tham khảo
- Marriott, Michel (ngày 6 tháng 8 năm 2007). "Nothing to Watch on TV? Streaming Video Appeals to Niche Audiences". The New York Times. Truy cập ngày 1 tháng 4 năm 2008.
- "Google entering video-on-demand business". CNET News. ngày 6 tháng 1 năm 2006. Bản gốc lưu trữ ngày 19 tháng 1 năm 2013. Truy cập ngày 1 tháng 4 năm 2008.
- "On-demand media: Re-inventing the retail business model". Screen Digest. tháng 3 năm 2008. Lưu trữ bản gốc ngày 18 tháng 3 năm 2008. Truy cập ngày 1 tháng 4 năm 2008.
- "Pioneer Optical Disc Expertise Advances On-Demand DVD Entertainment". Reuters. ngày 6 tháng 1 năm 2008. Bản gốc lưu trữ ngày 20 tháng 12 năm 2008. Truy cập ngày 1 tháng 4 năm 2008.
- Lotz, Amanda D. (2007) "The Television Will Be Revolutionized". New York, NY: New York City University Press. p. 59
- McGregor, Michael A., Driscoll, Paul D., McDowell, Walter (2010) "Head's Broadcasting in America: A Survey of Electronic Media". Boston, Massachusetts: Allyn & Bacon p. 47-48
- "The Video on Demand Business Index". Truy cập ngày 27 tháng 4 năm 2011.
- "MAVISE, Database on television and on-demand audiovisual services in Europe (European Audiovisual Observatory)".
- "Market intelligence on the VoD markets in Europe (European Audiovisual Observatory)".